# Maluenda
Maluenda là một đô thị ở tỉnh Zaragoza, Aragon, Tây Ban Nha. Theo điều tra dân số 2004 của Viện thống kê Tây Ban Nha (INE), đô thị này có dân số là 1.020 người. Diện tích đô thị này là 39 ki-lô-mét vuông. Đô thị này nằm ở độ cao 570 m trên mực nước biển.

## Biến động dân số
| 1991 |  | 1996 |  | 2001 |  | 2004 |  | 2007 |
| ---- |  | ---- |  | ---- |  | ---- |  | ---- |
| 1072 |  | 1031 |  | 993  |  | 1020 |  | 1075 |

## Chính trị
Trong cuộc bầu cử đô thị năm 2007, PP nhận được 325 phiếu (50,08%, 5 ghế trong hội đồng đô thị), PSOE được 162 phiếu (24,96%, 2 ghế) còn Đảng Aragon được 150 phiếu (23,11% với 2 ghế).